# والری دومینگز
والری دومینگز تارود (زاده ۱۲ ژانویه ۱۹۸۱) بازیگر، مدل، طراح و دارنده عنوان مسابقه زیبایی کلمبیایی است که در سال ۲۰۰۵ به عنوان خانم کلمبیا تاجگذاری کرد و نماینده کشورش در دوشیزه جهان ۲۰۰۶ بود، جایی که در بین ۱۰ نفر برتر به پایان رسید. او همچنین طراحی مد را در میلان ایتالیا تحصیل کرده و در کلمبیا طراح جواهرات است.